# Clypeoporthella
Clypeoporthella — рід грибів родини Valsaceae. Назва вперше опублікована 1924 року.

## Класифікація
До роду Clypeoporthella відносять 3 види:
- Clypeoporthella appendiculata
- Clypeoporthella brencklei
- Clypeoporthella kriegeriana